# Stilpnus vicinus
Stilpnus vicinus là một loài tò vò trong họ Ichneumonidae.